# Henric cel Crud, Duce al Austriei
Henric cel Crud, supranumit și cel fără Dumnezeu, (n. 1208  – d. 29 noiembrie 1227/1228), aparținând Casei de Babenberg, a fost duce al Austriei și fiu al lui Leopold al VI-lea, împotriva căruia s-a răzvrătit.

## Origine
Henric provenea din casa margrafilor care stăpâneau începând din anul 976 Marca de Austria (în latină Marcha Orientalis), Marca Ottoniană de pe Dunăre, numită și Marca Bavareză estică (în germană bayerische Ostmark) și care au devenit ulterior duci ai Austriei și Stiriei. O legătură cu Luitpoldingii din Bavaria este probabilă, dar nu este documentată. Familia lui este cunoscută sub numele de Babenberg, o denumire care a intrat în uz abia după ce familia a dispărut nefiind vreodată folosit ca nume de familie.
Henric a fost al doilea fiul lui Leopold al VI-lea cel Glorios, duce al Austriei și Stiriei, și al soției sale, Teodora Angelina, prințesă a Bizanțului.
Fratele său mai mic a fost Frederic al II-lea Certărețul la moartea căruia în 1246 linia masculină a Casei de Babenberg s-a stins.

## Biografie
Henric a fost foarte probabil destinat unei cariere spirituale fiind cel de-al doilea fiu, dar ca și tatăl său el a devenit moștenitorul tronului când fratele său mai mare, Leopold, în vârsta de nouă ani, a murit căzând dintr-un copac în 1216. Henric apare în anii 1224 și 1227 ca martor sau cosemnatar al mai multor documente ale tatălui său, și în 1227 ca martor al unui document emis la Donauwörth de cumnatul său, Henric al II-lea de Hohenstaufen, regele romano-german și rege al Siciliei, căsătorit cu Margareta de Babenberg.
Primul său rol a fost pasiv, ca obiect al politicii tatălui său, Leopold al VI-lea, orientată la acea vremea către Germania centrală datorită situației tensionate cu regele Ottokar I al Boemiei. Leopold și-a căsătorit patru dintre copiii săi cu parteneri din această regiune. Pentru Henric o consecință mai puțin fericită a căsătoriilor motivate politic stabilite de tatăl său a fost urmarea unui succes spectaculos: căsătoria surorii lui, Margareta, cu regele romano-german Henric al VII-lea, succesorul ales al împăratului Frederic al II-lea al Sfântului Imperiu Roman. Pentru această căsătorie, Henric a fost forțat - în mod inexplicabil - să renunțe la zestrea propriei sale mirese, Agnes de Turingia. Ideea că acestă decizie s-ar fi datorat finanțării nunții și trusoului surorii sale este pură speculație, dar nu poate fi complet respinsă. Căsătoria lui Henric cu Agnes a avut loc ca o „nuntă dublă” odată cu nunta „regală” a surorii sale în orașul imperial liber Nürnberg. În ciuda splendorii nunții și a numeroșilor invitați de rang înalt, festivitățile au fost umbrite de incidente neobișnuite. Arhiepiscopul de Köln, Engelbert I conte de Berg, care fusese numit vicar imperial de către împăratul Frederic al II-lea, a fost ucis la Gevelsberg de nepotul său, contele Frederic de Isenberg, cu puțin timp înaintea acestei nunți. Ca urmare s-a ajuns la conflicte armate în timpul festivităților motivul fiind  responsabilitatea pentru această crimă. De parcă problema nu era suficientă, o scară a castelului s-a prăbușit ucigând mai mulți oaspeți.
Cel mai important rol al lui Henric - deși lipsit de glorie - a fost legat de conflictul existent de multă vreme între Austria și Boemia. Ocazia a fost dată de căsătoria surorii sale Margareta cu regele Henric al VII-lea. Din motive strategice, regele Henric fusese logodit anterior cu Agnes a Boemiei (n. 1211 – d. 1282), fiica regelui Ottokar I. De aceea Agnes fusese adusă la curtea ducelui Leopold al VI-lea pentru a se familiariza cu limba germană și a fi pregătită pentru viitorul ei rol de regină și ulterior împărăteasă. În 1225 împăratul Frederic al II-lea a decis în mod surprinzător ca regele Henric să nu se căsătorească cu Agnes a Boemiei, ci cu Margareta a Austriei, fiica lui Leopold al VI-lea. Acesta a fost probabil foarte onorat, dar se afla în poziția incomodă de a o trimite înapoi pe fiica regelui Boemiei, respinsă de împăratul Frederic. Regele Ottokar I, care poate bănuia o intrigă a ducelui Leopold, a fost revoltat și a găsit curând o oportunitate de a răzbuna această rușine. După plecarea lui Leopold în Italia în 1226, trupele lui Ottokar au invadat Austria și au devastat teritoriul de la nord de Dunăre. Un ajutor neașteptat a fost dat de ducele moștenitor austriac Henric, care s-a ridicat împotriva tatălui său. Motivul imaginabil al acestei acțiuni putea fi furia lui că zestrea soției sale a fost sacrificată pentru căsătoria imperială sau teama că el putea fi dezavantajat de o posibilă reîmpărțire a teritoriilor ereditare în favoarea fratelui său mai mic Frederic sau pur și simplu dorința de a prelua puterea cu câțiva ani mai devreme.
Succesul acestei acțiuni comune a fost foarte limitat, deoarece curtenii austrieci și stirieni au refuzat să se supună lui Henric. Mareșalul Austriei, Henric de Kuenring⁠(d), s-a opus invaziei și a alungat soldații boemi din țară. Henric însuși a obținut doar un succes modest: a alungat-o mama sa, Teodora Angelina, de la reședința ei, castelul Hainburg. După întoarcerea tatălui său, el nu rezistat trupelor acestuia și a trebuit să se supună. Situația tensionată în raport cu regatul Boemiei, precum și cu familia a persistat, deși tatăl și fiul au apărut din nou împreună la Dieta de la Donauwörth în 1227.
Henric a murit la scurt timp după aceea în timpul unei călătorii făcute împreună cu tatăl său în Suabia în 1227–1228. Rebeliunea împotriva tatălui, cooperarea cu trupele ostile boeme care au devastat țara și expulzarea mamei sale au fost de neuitat. Când, două secole și jumătate mai târziu, în 1489 umanistul Ladislaus de Sunthaym a scris o genealogie a familiei Babenberg comandată de starețul Mănăstirii Klosterneuburg, el le-a dat supranume sugestive membrilor familiei. Astfel pentru Henric a găsit ca potrivite supranumele „cel Crud” și „cel fără Dumnezeu”.

## Căsătorii și descendenți
Henric s-a căsătorit la Nürnberg pe 29 noiembrie 1225 cu Agnes de Turingia (n. 1205 – d. înainte de 1247), fiica lui langrafului Herman I de Turingia, din 1181 contele Palatin de Saxonia. 
Din căsătoria lui Henric cu Agnes de Turingia a rezultat o singură fiică:
- Gertruda de Babenberg, ducesă a Austriei și Stiriei, ducesă de Mödling (n. 1226 – d. 24 aprilie 1288/1299).